# Kaïn
Kain là một tổng thuộc  tỉnh Yatenga ở phía bắc  Burkina Faso. Thủ phủ là thị xã Kain. Dân số năm 2006 là 11.236 người.

## Các thị xã và làng xã
Alhamdou, Dore, Doubare, Kain–Ouro, Kaoussa, Mougounougoboko, Nenebouro, Nimborou, Sikende, Thou, Tiendre và Yense.